# Elham
Pour les articles homonymes, voir Elham (homonymie).
 (mars 2025).
Si vous disposez d'ouvrages ou d'articles de référence ou si vous connaissez des sites web de qualité traitant du thème abordé ici, merci de compléter l'article en donnant les références utiles à sa vérifiabilité et en les liant à la section « Notes et références ».
Elham est une localité du Royaume-Uni située dans le comté du Kent, district de Folkestone and Hythe.